# Лампаде
Лампаде (грч. Λαμπάδες) су нимфе подземног свијета у грчкој митологији. Њихово име значи бакља.
Пратиље су Хекате, богиње врачања, која их је добила као дар од Зевса за своју лојалност у Титаномахији. Оне носе бакље и прате Хекату у току њених ноћних путовања земљом и лова. Према неким изворима, бакље Лампада имају моћ да некога учине лудим.
Лампаде су вјероватно биле кћерке разних подземних богова, демона, рјечних богова, или Никте.